# Changhan Lim
Changhan Lim est un baryton sud-coréen né en 1979.

## Carrière
Il est diplômé en chant de l’université Chung-Ang.
Il fréquente les CNR de Boulogne-Billancourt et de Rueil-Malmaison où il obtient les premiers prix de chant. 
Il a suivi l'enseignement d'Élizabeth Vidal, André Cognet, Michèle Command et Gabriel Bacquier. Il est pensionnaire au CNIPAL à Marseille.
- En 2001, il est Don Giovanni (Mozart) et Sciarone dans Tosca de Puccini à Séoul.
- En 2004, il est Marcello (La Bohème de Puccini).
- En 2005, il interprète Alvar (Les Indes galantes de J.P. Rameau) puis Raphaël (la Création de J. Haydn) en France.
- En 2006, on lui confie le rôle d'Escamillo (Carmen de G. Bizet), celui de Sprecher (Die Zauberflöte de W.A. Mozart), dans le cadre d'une tournée en France.
- En avril 2006, il est Alfio (Cavalleria rusticana de P. Mascagni) à Versailles.
- mai 2008, il participe au Concours musical international Reine-Élisabeth-de-Belgique, il passe brillamment les éliminatoires (24 candidats retenus sur 72 admis à concourir) et s'est produit en demi-finale le 12 mai 2008. À l'issue de ces demi-finales, il fait partie des 12 lauréats finalistes. Il s'est produit en finale le 21 mai 2008 au Palais des Beaux-Arts à Bruxelles.
- En juillet 2008, il est Teseo (Fedra de I. Pizzetti), au Festival de Radio France et Montpellier Languedoc Roussillon avec l'Orchestre National de Montpellier sous la direction de E. Mazzola.
- En septembre 2008, il rejoint pour deux années le Young Artist Program du Royal Opera House (Covent Garden) à Londres où il chante dans quatre productions à Covent Garden : les Contes d'Hoffmann (Hermann), Rigoletto (Marullo), Un ballo in maschera (Silvano) et Il barbiere di Siviglia (Fiorello).
- Il chantera également dans Carmina Burana avec l'Orchestre national d'Île-de-France à Longjumeau et à la Salle Pleyel.

Il chante régulièrement en récital notamment  aux opéras de Besançon, Marseille, Toulon et Avignon et dans différents festivals (Festival de Radio France et Montpellier Languedoc Roussillon, Festival Volcadiva, le Festival Lyriquement Vôtre, le Festival de Chateauneuf, le Festival de Chambery et Musique en côte Basque...).

## Prix et distinctions
- Lauréat du concours musical international Reine-Élisabeth-de-Belgique 2008 (finaliste).
- Lauréat du concours International de Chant Bordeaux/Médoc 2008 (2e prix du Jury)
- Lauréat du concours international d'Opéra de Marseille 2007 (2nd Prix masculin).
- Lauréat du concours de l'UFAM en 2005 (Premier Prix, Prix E. J. Marchall pour le meilleur baryton et Prix de la meilleure interprétation).
- Lauréat du concours de Marmande (Prix du Public).
- Lauréat du concours de Canari (Premier Prix, Prix Jeune espoir).
- Lauréat du concours de Picardie (Grand Prix SPEDIDAM).
- Lauréat du concours de Arles (Deuxième Prix).
- Lauréat du concours des Azuriales (Prix de meilleure interprétation).
- Lauréat du concours de Vivonne (Premier Prix à l'unanimité).
- Lauréat du concours de Béziers (Premier Prix à l'unanimité).